# Jar Wilczki
Jar Wilczki – dolina o wąskim dnie i bardzo stromych zboczach, położona poniżej Wodospadu Wilczki w Sudetach Wschodnich w miejscowości Międzygórze.

## Nazwa
Rzeka Wilczka na wysokości miejscowości Międzygórze wcina się w skały metamorficzne tworząc jar o stromych ścianach. W literaturze często podawana jest błędna nazwa określająca to zjawisko. Opisywane jest jako kanion. Ten typ doliny rzecznej tworzy się w skałach osadowych, a nie jak w przypadku rzeki Wilczki w skałach metamorficznych.

## Skały podłoża
Jar Wilczki położony jest na granicy łupków łyszczykowych i gnejsów (gierałtowskich) w jednostce geologicznej o nazwie: metamorfik lądecko-śnieżnicki. Są to skały dość odporne na erozję, a zostały wydźwignięte na powierzchnię w orogenezie kadomskiej. W skałach widoczne jest sfałdowanie wynikające z deformacji skały, kiedy to znajdowała się pod powierzchnią Ziemi, była w stanie plastycznym, pod wpływem wysokiego ciśnienia i temperatury.

## Morfologia
Jar Wilczki znajduje się poniżej wodospadu Wilczki. Dzięki erozji wstecznej rzeki jar wydłuża się. Obecnie jar ma prostolinijny przebieg o długości 150 m, szerokości 10 m, a jego strome ściany mają wysokość 40 m. Po 400 m w dół rzeki jar przekształca się w płaskodenną dolinę, która wypełniona jest osadami akumulacji rzecznej. U końca jaru wybudowano zaporę przeciwrumowiskową, od której rozpoczyna się suchy zbiornik retencyjny utworzony przez Zaporę wodną w Międzygórzu

## Udostępnienie turystyczne
Obecnie przez Międzygórze oraz Rezerwat przyrody Wodospadu Wilczki przechodzą cztery szlaki turystyczne. Szlaki czerwony i zielony pozwalają zobaczyć jar oraz wodospad Wilczki. W 2016 roku zostały wyremontowane deptaki, schody i punkty widokowe w okolicach wodospadu. Wymienione także zostały bariery ochronne. Wszystkie te zmiany przeprowadzone były przez Lasy Państwowe.